# الشقة (العدين)

تعديل مصدري - تعديل

الشقة محلة تابعة لقرية العنب، التابعة لعزلة الوادي بمديرية العدين إحدى مديريات محافظة إب في الجمهورية اليمنية.، بلغ تعداد سكانها 72 حسب تعداد اليمن لعام 2004.